# Kaifu-Bad

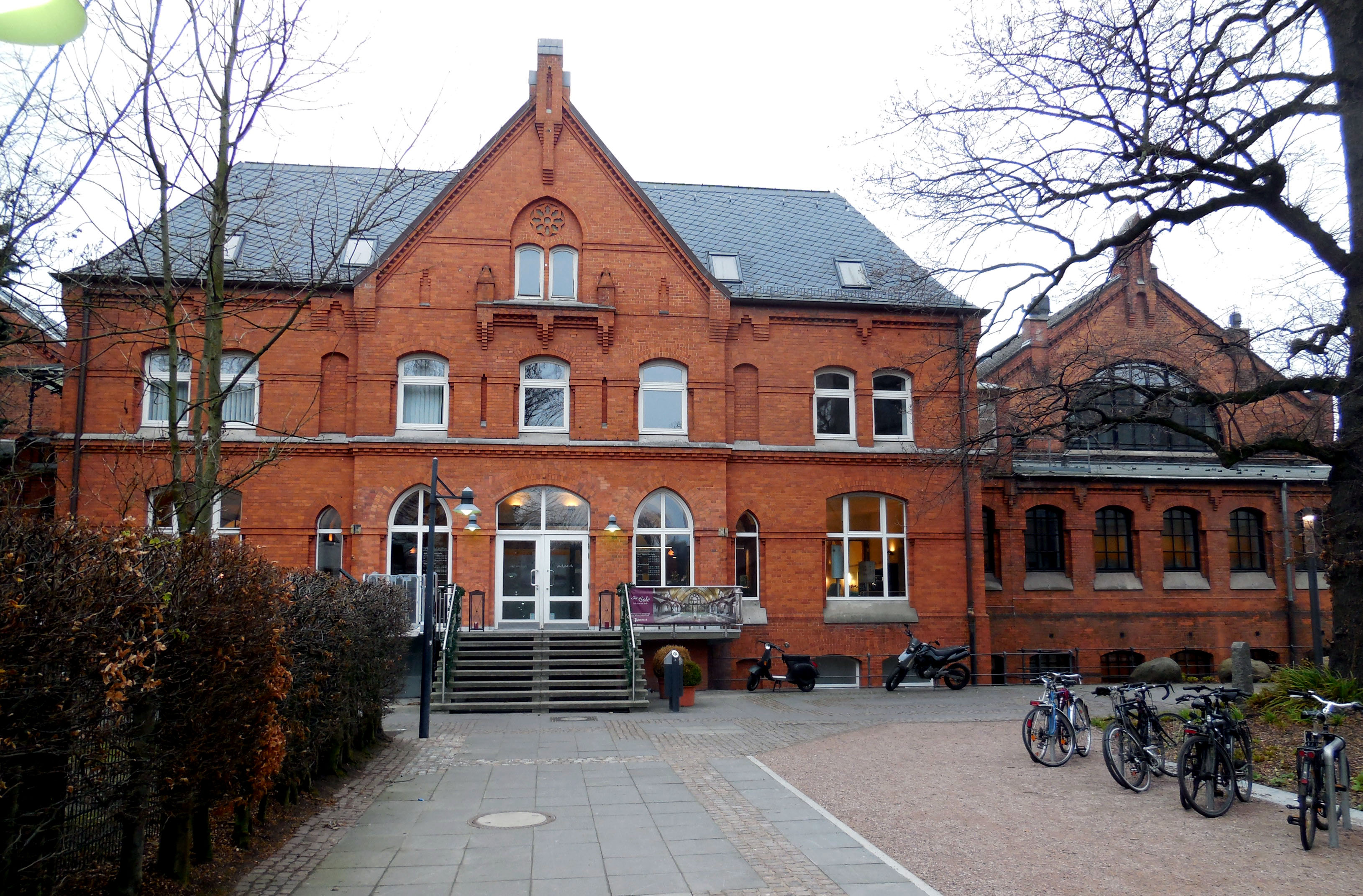
Schwimmbad Kaifu Hauptgebäude Frontseite

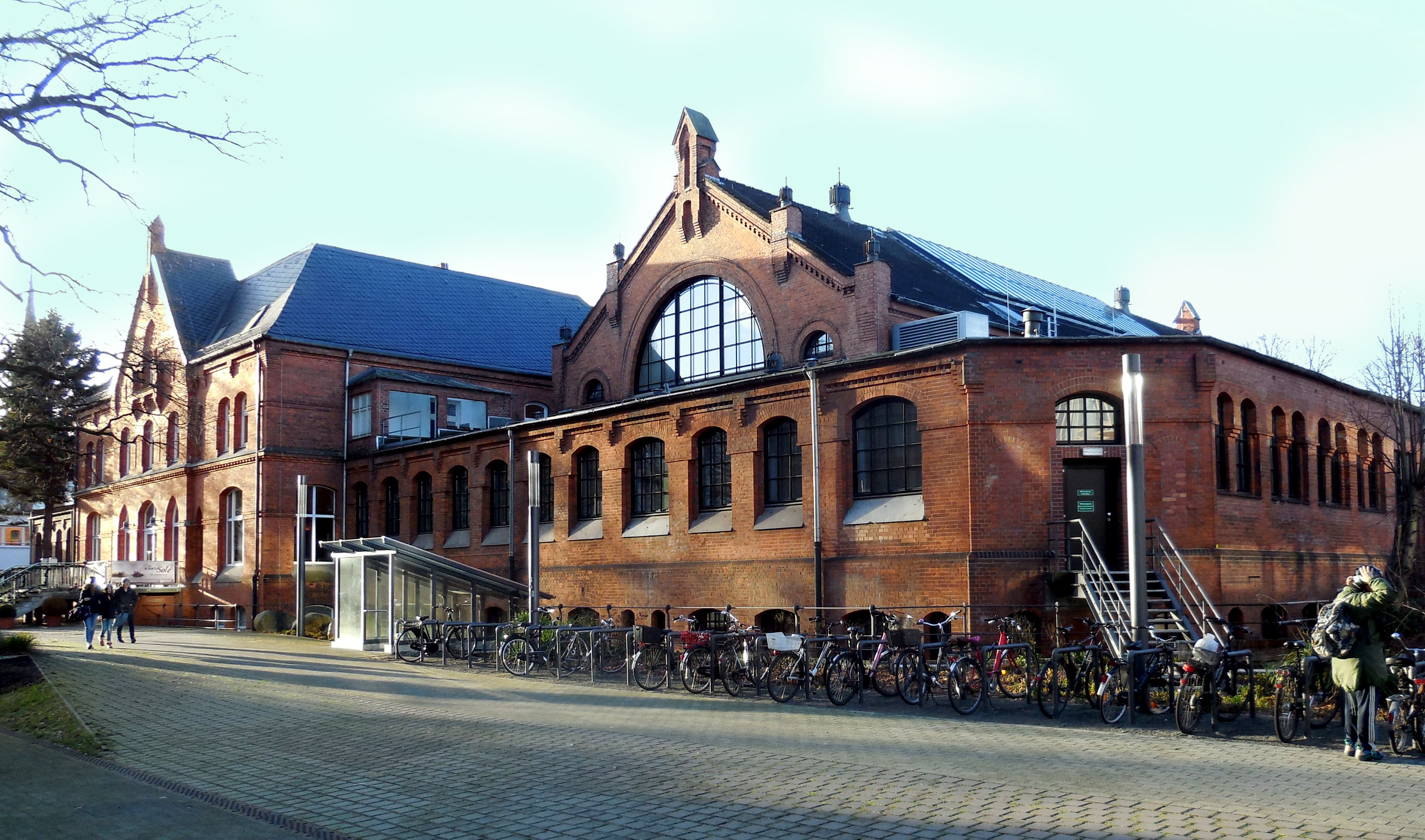
Kaifu Gebäude mit Seitenflügel

Das Kaifu-Bad ist ein öffentliches Schwimmbad im Hamburger Stadtteil Eimsbüttel. Es befindet sich am östlichen Ufer des Isebekkanals, das auch als Kaiser-Friedrich-Ufer – kurz Kaifu – bezeichnet wird. Die Postadresse und der Haupteingang sind an der Straße Hohe Weide 15. Die Anlage wird seit 1995 von der städtischen Bäderland Hamburg GmbH betrieben, deren Hauptverwaltung ebenfalls im Kaifu-Bad untergebracht ist. Die Anlage besteht aus einem Hallenkomplex und einem Freigelände mit verschiedenen Bädern und steht unter Denkmalschutz.

## Hallenbad
Das Hallenbad an der Hohen Weide mit einer Grundfläche von etwa 120 × 40 m wurde 1893–1895 nach Plänen vom damaligen Oberingenieur der Baudeputation, Franz Andreas Meyer, als Stadtbad Hohe Weide erbaut und 1905/06 durch seinen Amtsnachfolger Franz Eduard Vermehren um eine zweite Halle für Frauen erweitert.
In dem Gebäude befinden sich seit dem 2015 erfolgten Umbau:
- ein Schwimmbecken mit den Maßen 21 × 10 m
- ein Saunabereich mit verschiedenen Dampfbade-, Sauna- und Ruheräumen
- ein Solebadbereich („Kaifu-Sole“) mit einem Becken von 17 × 11 m und einem Salzgehalt von 6 %, eine Außenterrasse und weitere Einrichtungen[4]

## Freigelände

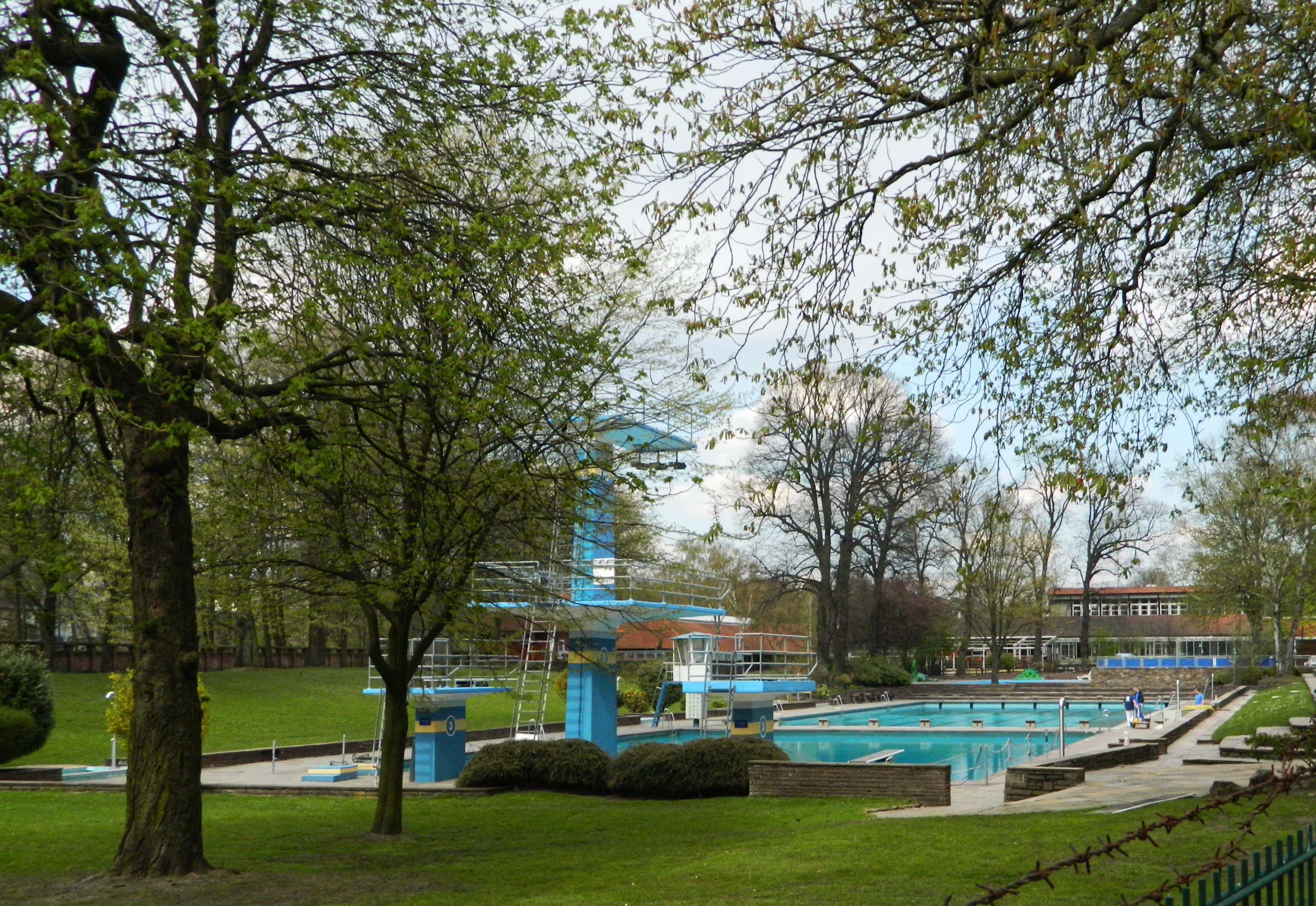
Großes Kaifu-Freibad

Direkt an die Schwimmhalle des Hauptgebäudes anschließend befindet sich ein ganzjährig auf 25 °C beheizter Außenpool mit den Maßen 25 × 10 m sowie eine etwa gleich große niveaugleiche Liegewiese.
Auf einem tiefer gelegenen größeren Geländeabschnitt befindet sich das von Konstanty Gutschow entworfene und 1938 eröffnete Freibad mit
- einem Sportschwimmbecken mit 8 markierten Wettkampfbahnen und den Maßen 50 × 20 m
- einem Sprungbecken mit den Maßen 30 × 20 m und Sprungbrettern mit den Höhen 1 m, 3 m, 5 m und 10 m
- einem Planschbecken mit Spielgeräten
- einer etwa 250 × 25 m umfassenden Liegewiese zum Isebekkanal hin abgegrenzt mit Nebeneingang
- auf der anderen Seite des Sportschwimmbeckens und des anschließenden Sprungbeckens zum Niveau des Hauptgebäudes hin terrassenförmig ansteigende, mit Rasen bewachsene und teils überdachte Sitz- und Liegeflächen

## Angrenzende andere Anlagen
- Unmittelbar im Norden angrenzend befindet sich das geschäftlich eigenständige Fitnessstudio Kaifu-Lodge, von und zu der Besucher in beiden Richtungen unmittelbar überwechseln können.
- Ebenfalls im Norden und mit einem ca. 18 m breiten Wiesenstreifen von der Kaifu-Lodge abgetrennt sowie an den Isebekkanal angrenzend befindet sich eine 120 Meter lange ebenerdige Hauszeile, in der sich früher Umkleideräume und Duschen des Kaifu-Bades befanden. Dort befindet sich beim Stand von 2016 die geschäftlich eigenständige Reha am Kaifu GmbH. Neben dem nördlichen, an der Bundesstraße gelegenen Ende dieser Gebäudeanlage befand sich ursprünglich der Haupteingang zum Freibadbereich.
- Im weiträumig offen gehaltenen Zugangsbereich zur Straße Hohe Weide hin befinden sich die 2016 grundlegend umgebauten Gebäude des früheren Elim-Krankenhauses, das heutige Agaplesion Diakonieklinikum Hamburg, und eine ebenfalls mit dem Klinikum im Februar 2014 errichtete, 1.500 m² große Sporthalle, die von Schulen und dem Eimsbütteler TV als Betreiber genutzt wird, ferner auch das Kaifu-Ärztehaus.
- Direkt neben dem historischen Hallenbad-Gebäude befindet sich mit der Adresse Weidenstieg 27 der Geschäftssitz der Bäderland Hamburg GmbH.